# Vanguard 1

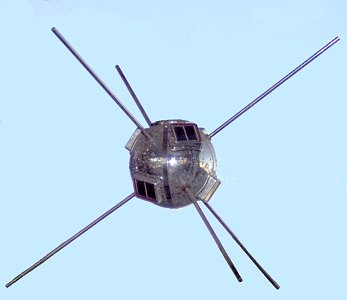
Modell Vanguards 1. Gut zu erkennen sind hier die Solarzellen.

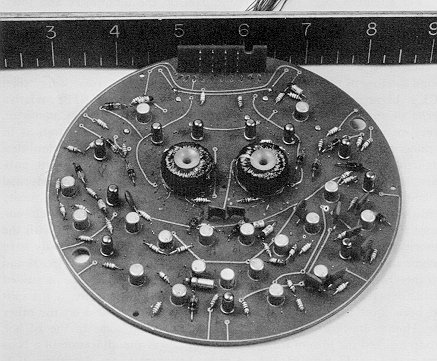
Die Elektronik von Vanguard 1

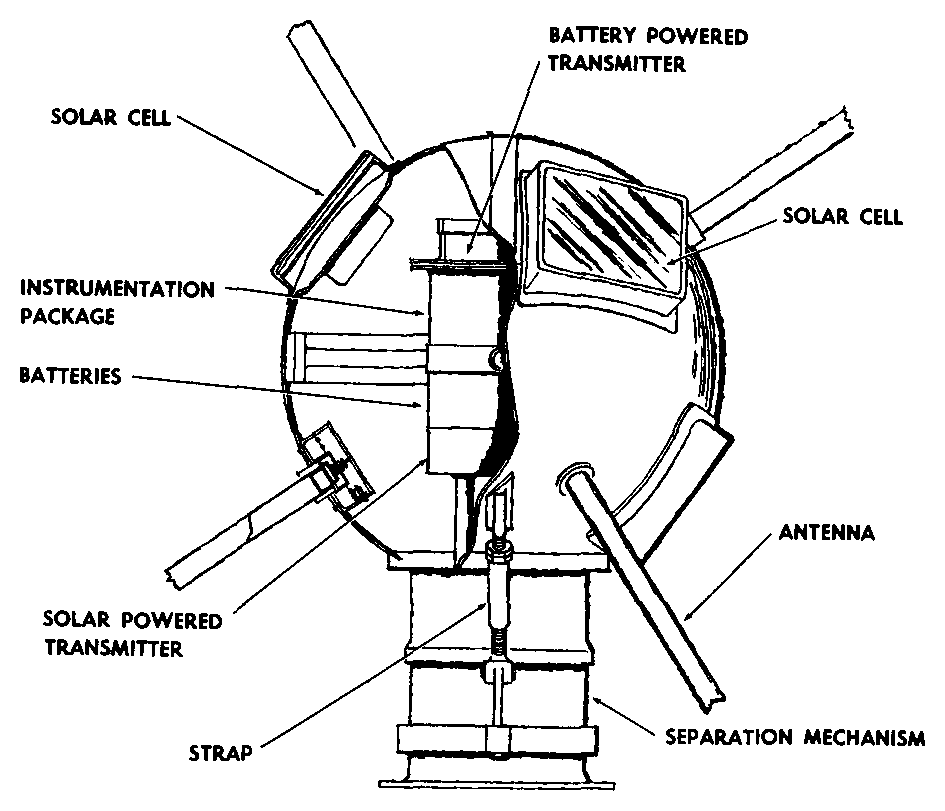
Skizze der Instrumente

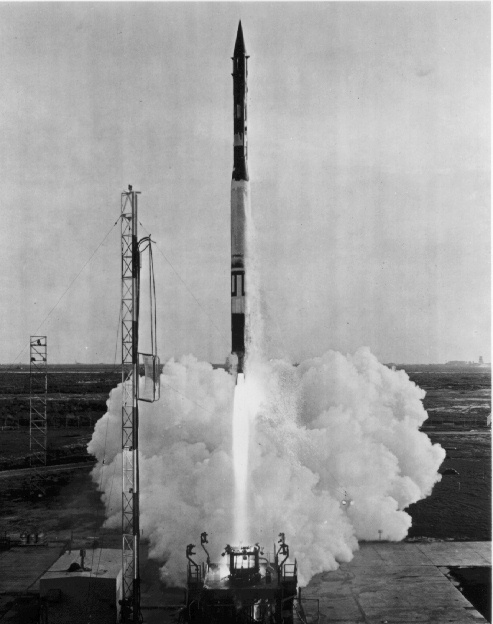
Start von Vanguard 1

Vanguard 1 (auch Vanguard TV4 oder Vanguard 6.5in-Sat 3 genannt) ist ein US-amerikanischer Forschungssatellit aus den frühen Jahren der Raumfahrt. Er ist der vierte künstliche Satellit und das erste Raumfahrzeug, das Solarzellen zur Stromversorgung verwendete. Der Satellit wurde vom US Naval Research Laboratory gebaut, im Vanguard-Projekt gestartet und später an die NASA übergeben. Er ist derzeit das älteste von Menschenhand geschaffene Objekt, das sich immer noch im Weltraum befindet.

## Technik
Vanguard 1 wurde vom Naval Research Laboratory (NRL) gebaut und ist im Vergleich zu Sputnik 1 winzig. Er ist baugleich zu den beiden vorherigen Vanguards. Er wiegt nur 1,5 kg und hat einen Durchmesser von 16,5 cm. Der Satellit besitzt sechs Antennen, die jeweils seitlich abstehen. Die Stromversorgung lief über Batterien und Solarzellen. 
Den Einsatz der 1954 von den Bell Laboratories vorgestellten Solarzellen hatte nach langem Zögern seitens der US-Armee Hans Ziegler (1911–1999) durchsetzen können. Er überzeugte mit der Idee, dass eine Energieversorgung mit Solarzellen den Betrieb des Senders länger gewährleisten würde als der Einsatz von Batterien. Entgegen den Erwartungen der Militärs konnten die Signale des mit Solarzellen betriebenen Senders über sechs Jahre bis Mai 1964 empfangen werden, der batteriebetriebene Sender hatte lediglich drei Monate bis Juni 1958 funktioniert. Verbaut waren sechs ungefähr 25 cm² große Solarmodule. Die Module waren aus monokristallinen Silizium-Solarzellen aufgebaut und als Gesamtleistung ist mit rund 1 Watt Peak bzw. 67 W/m² angegeben.

## Geschichte
Nach den gescheiterten Startversuchen von Vanguard TV3 und Vanguard TV3BU wagte das Naval Research Laboratory einen weiteren Start. Dieser gelang auch. Vanguard 1 startete am 17. März 1958 mit der dreistufigen Vanguard-Trägerrakete mit der Seriennummer TV4 (Test Vehicle 4) vom Weltraumbahnhof Cape Canaveral in Florida in einen mittleren Erdorbit (MEO). Es war der erste erfolgreiche Start einer Vanguard-Rakete. Da die Satelliten früherer Missionen abgestürzt bzw. verglüht sind, ist der Satellit das älteste von Menschenhand geschaffene Objekt im Weltraum.
Vanguard 1 wurde auf eine elliptische Bahn mit einem niedrigsten Punkt von 650 km und einem höchsten von 4.000 km gebracht, die um etwa 35° zum Äquator geneigt war. Ursprünglich wurde mit einer stabilen Umlaufbahn eine Lebensdauer von etwa 2000 Jahren angenommen. Es stellte sich aber heraus, dass der Sonnenstrahlungsdruck und der atmosphärische Widerstand während hoher Sonnenaktivität signifikante Störungen in der Perigäumshöhe des Satelliten verursachten, was zu einer deutlich geringeren Lebensdauer führt. Es wird geschätzt, dass die Lebensdauer von Vanguard 1 nur rund 240 Jahre betragen wird und dass der Satellit um das Jahr 2200 in die Erdatmosphäre eintreten würde. Der batteriebetriebene Sender war im Juni 1958 erschöpft und hörte auf zu senden. Der solarbetriebene Sender hingegen funktionierte bis Mai 1964, als die letzten Signale in Quito, Ecuador empfangen wurden.
Im Januar 2025 wurde eine Studie des Technologieberatungsunternehmens Booz Allen Hamilton bekannt, Vanguard 1 zu bergen und zur Erde zurückzubringen. Die Wissenschaftler versprechen sich aus der Untersuchung Erkenntnisse über die langfristigen Auswirkungen von Strahlung und Mikrometeoriten auf Metall, Solarzellen und Batterie. Die vorgeschlagene Mission würde aus zwei Teilen bestehen. Zunächst solle ein Rendezvous durch einen Roboter Bilder und andere Daten über die Rotation und den Zustand des Satelliten liefern, um die Machbarkeit der Bergung zu ermitteln. Falls der Befund positiv ausfiele, würde Vanguard 1 im zweiten Teil dann tatsächlich geborgen. Nach der wissenschaftlichen Untersuchung auf der Erde könnte der Satellit dann in einem Museum ausgestellt werden.